# Eating Our Way to Extinction
Eating Our Way to Extinction ist ein Dokumentarfilm aus dem Jahr 2021, der unter der Regie von Ludo Brockway und Otto Brockway entstand. Mitgewirkt haben unter anderem Kate Winslet, Richard Branson und Sylvia Earle. Der Film wurde von Broxstar Productions und Seine Pictures produziert und am 1. Oktober 2021 veröffentlicht.
Die Originalsprache des Films ist Englisch. Er ist jedoch auch auf Deutsch, Französisch, Italienisch, Spanisch, Portugiesisch, Polnisch, Hebräisch, Koreanisch, Mongolisch und Indonesisch kostenlos verfügbar.

## Inhalt
Der Film befasst sich mit dem Problem der nicht nachhaltigen Fleischproduktion und zeigt die Folgen wie Abholzung der Wälder, zunehmende Luft- und Wasserverschmutzung und die damit verbundene Zerstörung von Ressourcen auf.
Der Dokumentarfilm vermittelt die folgenden Kernaussagen:
- Die Ozeane werden überfischt und durch aufgegebene Fischernetze verschmutzt. Wir sind für einen Großteil des Sauerstoffs, den wir atmen, auf die Meeresorganismen angewiesen und müssen sie gesund erhalten.
- Die Tierhaltung ist weithin als wahrscheinlicher Ausgangspunkt für die nächste globale Pandemie anerkannt.
- Die Regierungsstellen werden von der Tierhaltungsindustrie finanziert und manipuliert, die Millionen von Dollar in Lobbyarbeit und Politik steckt.
- Die Tierhaltung ist eine der Hauptursachen für die Abholzung der Wälder.
- Eine pflanzliche Vollwertkost ist für Menschen in allen Lebensphasen gesund, und selbst Sportler fühlen sich bei dieser Ernährungsweise wohl.
- Um sicherzustellen, dass die Umwelt, so wie wir sie kennen, auch für kommende Generationen erhalten bleibt, müssen wir etwas ändern.
- Die einschneidendste persönliche Veränderung, die wir vornehmen können, ist die Umstellung auf eine pflanzliche Ernährung.

## Rezeption
Bei Rotten Tomatoes erhielt der Film ein Rating von 88 %.
Laut einer Rezension von Spectrum Culture handelt es sich um einen beunruhigenden, aber notwendigen Dokumentarfilm, der die Zuschauer an den Zusammenhang zwischen menschlicher Ernährung und menschlicher Gier und den Rand des ökologischen Kollapses erinnert, mit dem wir heute konfrontiert sind.
Der Film kombiniert Journalismus, wissenschaftliche Zitate und Grafiken, persönliche Interviews und investigative Berichterstattung und tritt damit in die Fußstapfen anderer Filme über den Klimawandel wie Cowspiracy und Seaspiracy.

## Auszeichnungen
Eating Our Way To Extinction wurde mit dem Environmental Media Award 2022 in der Kategorie Dokumentarfilm ausgezeichnet. Außerdem gewann er den International Green Film Award 2022 der Cinema for Peace Awards.
Der Dokumentarfilm wurde für den Unterricht empfohlen, um Schüler über die Auswirkungen des Klimawandels auf globaler Ebene zu informieren.